# MSV Pampow
Der MSV Pampow (offiziell: Mecklenburgischer Sportverein Pampow e. V.) ist ein Sportverein aus Pampow in Mecklenburg-Vorpommern. Die Fußballmannschaft der Männer spielte zwischen 2019 und 2023 in der Oberliga Nordost.

## Geschichte
Die Wurzeln des Vereins wurden in den 1950er Jahren durch die BSG Traktor Pampow gelegt. Der MSV Pampow wurde dann am 22. Juni 1990 gegründet. Neben Fußball bietet der Verein noch Volleyball, Badminton, Kegeln, Frauengymnastik, Leichtathletik, Kinderspielgruppe, Yoga und Zumba an.
Die Fußballmannschaft, die auch als „Piraten“ bekannt sind, stiegen im Jahre 2004 in die Bezirksliga auf und erreichten vier Jahre später die Landesliga. Dort hielten sich die „Piraten“ nur zwei Jahre auf, um dann im Jahre 2010 in die Verbandsliga Mecklenburg-Vorpommern aufzusteigen. In der höchsten Spielklasse des Bundeslandes erreichte die Mannschaft stets Platzierungen in der oberen Tabellenhälfte und wurde 2012 und 2014 jeweils Dritter. Im Jahre 2017 erreichte der MSV das Endspiel um den Mecklenburg-Vorpommern-Pokal. Im neutralen Parkstadion Neustrelitz unterlagen die „Piraten“ vor 2800 Zuschauern Hansa Rostock mit 1:3. Nach einem weiteren dritten Platz in der Saison 2017/18 sicherten sich die Pampower ein Jahr später vorzeitig die Meisterschaft und stiegen erstmals in die Oberliga Nordost auf. Nach vier Spielzeiten in der fünftklassigen Oberliga stieg die Mannschaft 2023 wieder in die Verbandsliga ab.
Die Volleyball-Frauen und die Volleyball-Männer spielen in der Regionalliga Nord.

## Erfolge
- Fußball-Meister Verbandsliga Mecklenburg-Vorpommern: 2018/19
- Aufstieg Volleyball-Frauen in die Regionalliga Nord: 2017
- Aufstieg Volleyball-Männer in die Regionalliga Nord: 2020